# Jezabelle Amato
Pour les articles homonymes, voir Amato (homonymie).
Jezabelle Amato est une actrice française.

## Filmographie
- 1989 : Bunker Palace Hotel : la matrone
- 1991 : On peut toujours rêver
- 1991 : Impromptu : la femme de l'aubergiste
- 1991 : Nestor Burma
- 1992 : Le Retour des Charlots : Amalia
- 1994 : Au beau rivage : Georgette
- 1994 : Chien et Chat : la patronne
- 1994 : Les Filles d'à côté : Fatima
- 1997 : Maître Da Costa
- 1997 : Tortilla y cinema
- 1999 : Voleur de cœur : Faruda